# 11:11
Az 11:11 (kiejtése spanyolul: Once y once) a spanyol Megara együttes dala, mellyel San Marinót képviselték a 2024-es Eurovíziós Dalfesztiválon Malmőben. A dal 2024. február 24-én, a San Marinó-i nemzeti döntőben, az Una voce per San Marino-ban megszerzett győzelemmel érdemelte ki a dalversenyen való indulás jogát.

## Eurovíziós Dalfesztivál
Az együttes eredetileg az Eurovíziós Dalfesztivál spanyol előválogatójába, a Benidorm Festre nevezett be a dallal, azonban ott nem választották ki őket a versenyben való részvételre. 2024. január 30-án bejelentették, hogy a dalukkal az Una voce per San Marino elnevezésű nemzeti döntő mezőnyébe is jelentkeztek. A dal február 24-én megnyerte a dalválasztó műsort, ahol a szakmai zsűri szavazata alakította ki a végeredményt, így ez a dal képviselheti San Marinót az Eurovíziós Dalfesztiválon.
A dalt először a május 9-én rendezendő második elődöntőben fellépési sorrendben tizedikként adták elő, a Spanyolország képviselő Nebulossa Zorra című dala után és a Grúziát képviselő Nutsa Buzaladze Firefighter című dala előtt. Az elődöntőben a nézői szavazatok pontjai alapján nem került be a dal a május 11-én megrendezésre került döntőbe.
A következő San Marinó-i induló Gabry Ponte Tutta l’Italia című dala volt a 2025-ös Eurovíziós Dalfesztiválon.

## Háttér
Az 11:11 producere Issa Dante Ramos Solomando, szövegírója és zeneszerzője pedig Roberto la Lueta Ruiz és Sara Jiménez Moral. Egy sajtóközleményben a zenekar kijelentette, hogy a dalt néhány nap leforgása alatt írták meg, azzal a szándékkal, hogy valami olyasmit csináljanak, amit korábban soha nem tettek. Az ESC Kompakt elemzésében rockdalként írják le az 11:11-ét, amelyben a flamenco gitár vonásai is megtalálhatóak. Magát a dalt az együttes élményei ihlették, és szókimondó üzenetben közli az ellenzőikkel, hogy hiába próbálják összetörni a szívüket, mások továbbra is szeretni fogják őket.

## Galéria

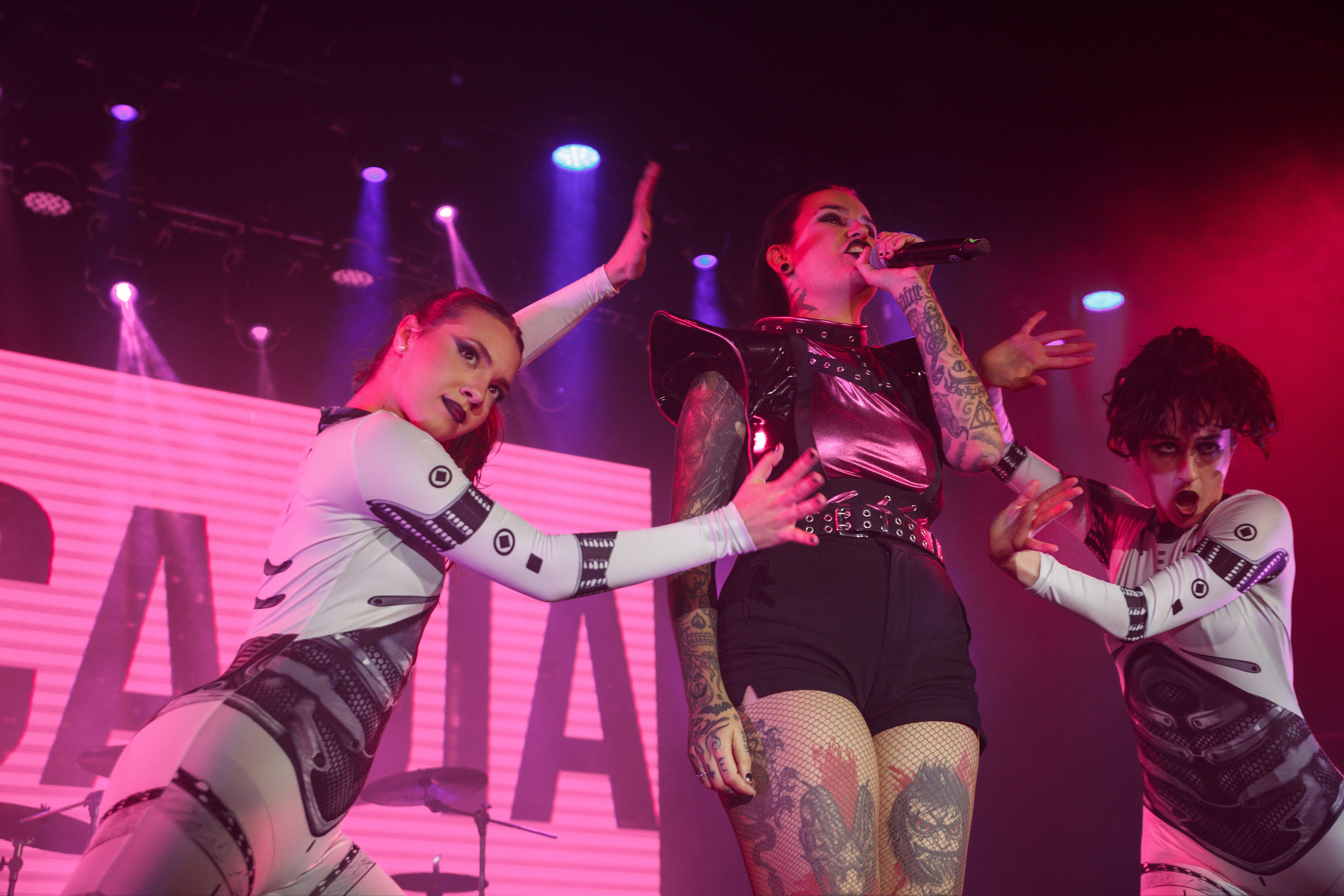
A madridi Eurovíziós partin
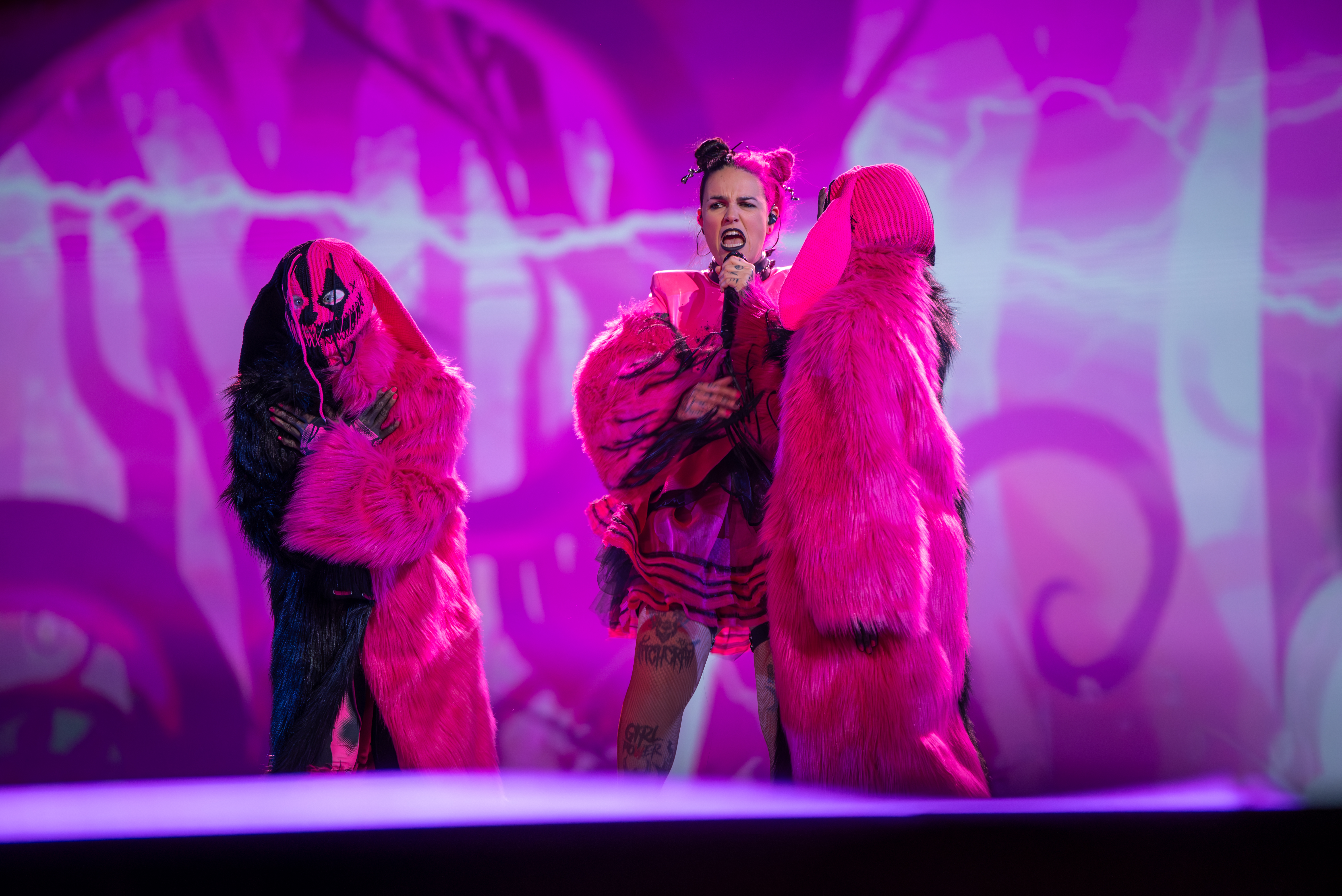
Az elődöntőben